# Jungle Strike
Jungle Strike är ett dator-/TV-spel från 1993, utvecklat av Electronic Arts tillsammans med Mike Posehn. Det släpptes ursprungligen till Sega Genesis, och porterades sedan till Amiga. Amigaversionen och andra hemdatorversioner utgavs av Ocean Software medan SNES-versionen utgavs av Gremlin Interactive. Spelet är ett helikopter-shoot 'em up-spel, och uppföljaren till Desert Strike: Return to the Gulf från 1992, och det andra i Strikeserien. Målet är att stoppa två skurkar som försöker förstöra Washington, DC, Ibn Kilbaba som är son till antagonisten i "Desert Strike: Return to the Gulf" och Carlos Ortega, en sydamerikansk narkotikahandlare. USA:s president är ej namngiven.
I spelet blir det bland annat strid mot fordon som M270 MLRS, AMX-10RC, M551 Sheridan och Mk F3 155mm. Fiendesoldaterna är beväpnade med vapen som AK-47s och Vympel R-60.

### Fotnoter
1. ↑  Peter Parrish, Three Strikes And You're Out, Eurogamer, 13 februari 2008, läst 24 april 2014
2. ↑  http://www.igcd.net/game.php?id=492467&PHPSESSID=c18ff1&width=1280